# Pujehun (distrito)
Pujehun é uma distrito da Serra Leoa localizado na província Southern. Sua capital é a cidade de Pujehun.